# Tillandsia brenneri
Tillandsia brenneri es una especie de planta epífita del género  Tillandsia, de la  familia de las bromeliáceas.  Es originaria de Ecuador.

## Descripción
Es una  bromelia epífita endémica de Ecuador donde se conoce a partir de dos colecciones de la misma población en la provincia de Pastaza. La colección tipo tuvo lugar cerca de Puyo y la segunda en un naranjo en la carretera Tena-Puyo. No se conoce que se produzcan dentro de la red de áreas protegidas de Ecuador. La principal amenaza es la deforestación debido a la conversión de bosques en tierras de cultivo. La destrucción del hábitat es la única conocida amenaza para la especie.

## Taxonomía
Tillandsia brenneri fue descrita por Werner Rauh y publicado en Tropische und subtropische Pflanzenwelt 33(10): 12–14. 1981.
Etimología
Tillandsia: nombre genérico que fue nombrado por Carlos Linneo en 1738 en honor al médico y botánico finlandés Dr. Elias Tillandz (originalmente Tillander) (1640-1693).
brenneri: epíteto otorgado en honor del botánico Mårten Magnus Wilhelm Brenner.